# El cielo de esmalte
El cielo de esmalte es un libro de poemas escritos en prosa por el venezolano José Antonio Ramos Sucre (Cumaná, 9 de junio de 1890 - Ginebra, Suiza, 13 de junio de 1930). Este libro lo publicó el poeta en 1929, un año antes de su muerte y mientras tenía dificultades para concentrarse debido a un recurrente insomnio. En 1929, Ramos Sucre también publicó su otra obra Las formas del fuego.

## Contenido
El cielo de esmalte contiene 132 poemas:
| Victoria                    | Penitencial                | El valle de los éxtasis   | Los herejes              | El verso                    |
| El duende                   | Lucía                      | El capricornio            | Los gafos                | Antífona                    |
| La salva                    | La fuente del Nilo         | El cirujano               | Bajo la ráfaga de arena  | El rebelde                  |
| El peregrino de la fe       | Cereal                     | La inspiración            | La cábala                | Marginal                    |
| Los hijos de la tierra      | Azucena                    | El ciego infalible        | El bejín                 | El vértigo de la decadencia |
| Isabel                      | Edad de plata              | Entre los eslavos         | El superviviente         | El derrotero de Camoens     |
| El páramo                   | El nombre                  | La vida mortecina         | El niño                  | Los acusadores              |
| La juventud del rapsoda     | El casuista                | El tótem                  | los sentidos iluminados  | Trova                       |
| El político                 | La nave de las almas       | La frontera               | El donaire               | El lego del convento        |
| Los elementos               | La reforma                 | El cazador de avestruces  | La valentía              | Entre los beduinos          |
| El clamor                   | El mito versiforme         | El favor                  | Del país lívido          | El exvoto                   |
| Las almas                   | La cuestación              | El herbolario             | La mesnada               | El error vespertino         |
| El duelo                    | La parvulista              | Los secretos de la Odisea | La visita                | El vejamen                  |
| El ramo de la sibila        | El resfrío                 | El monólogo               | El rencor                | El espejo de las hadas      |
| La taberna                  | El Senador                 | La hija del cisne         | El olvido                | Los ortodoxos               |
| La redención de Fausto      | La alianza                 | La jornada del eremita    | La abominación           | Siglos medios               |
| La merced de la bruma       | El monigote                | Analogía                  | El sedentario            | Los lazos de la quimera     |
| La hora                     | El exorcista               | La zarza de los médanos   | La presencia             | De profundis                |
| El alumno de Garcilaso      | Ofelia                     | El disidente              | El rescate               | La procesión                |
| El extranjero               | La virtuosa del clavecín   | El predestinado           | El alumno de violante    | El asno                     |
| El año desierto             | El jugador                 | El caballo del lucero     | El cautivo de una sombra | El aniversario              |
| La presea                   | Del suburbio               | Gloria                    | Bajo el cielo monótono   | Evangelio                   |
| El selenita                 | La virgen de la palma      | Los paladines             | El domicilio del eider   | Las virtudes                |
| Falena                      | El aprendiz                | La pía                    | La canonesa              | Elaina                      |
| El peregrino ferviente      | Constanza                  | La huella                 | El buhonero de Galata    |                             |
| La ciudad de los espejismos | El jardinero de la espinas | Serafita                  | El tejedor de mimbres    | El arribo forzoso           |
| El bienaventurado           | Fantasía del primitivo     | Omega                     |                          |                             |